# Suspensão corporal

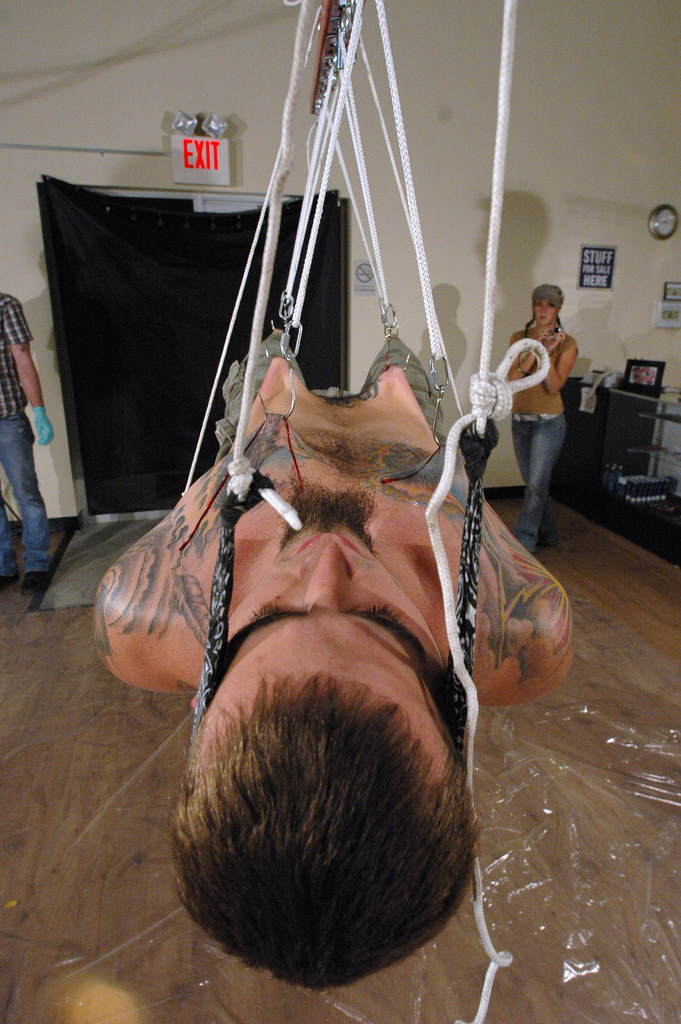
Suspensão corporal.

Suspensão corporal é o ato de suspender um corpo humano usando ganchos passados através de perfurações na pele. Estas perfurações são temporárias e são abertas pouco antes da suspensão ocorrer.

## Introdução
O processo é extremamente delicado e deverá ser feito cuidadosamente por pessoa com grande experiência ou por profissional da área, a fim de que não ocorram graves ferimentos ou infecções. A suspensão pode precisar de pequeno grupo de pessoas que fazem a preparação e auxiliam no processo em si mesmo. A suspensão nunca deve ser tentada por uma pessoa sozinha, devido ao risco desta sofrer ferimentos ou entrar em estado de choque, algo potencialmente mortal. O ato de estar suspenso propriamente dito pode ocupar pequena porção do tempo necessário para a preparação, embora algumas pessoas possam permanecer suspensas por horas. Se a tarefa for realizada corretamente, o corpo do performer é examinado para que sejam decididos os melhores lugares, quantidade e tamanho dos ganchos de metal que serão inseridos através da pele para que a pessoa seja erguida do solo. Múltiplos ganchos são geralmente situados em torno dos ombros, antebraços e costas, bem como ao redor dos joelhos (isto depende da posição na qual o corpo ficará suspenso). Encontrar os locais e as quantidades de ganchos apropriadas envolvem boa dose de habilidade matemática e compreensão incisiva de anatomia humana e fisiologia, bem como sobre a resistência da derme do indivíduo em questão. Se a quantidade de ganchos for muito pequena, a pele do performer será incapaz de suportar o peso do corpo e se romperá. Também, a quantidade de peso que cada gancho suporta deve ser distribuída igualmente através de todo o corpo - qualquer desequilíbrio pode provocar uma lesão. Um conjunto de roldanas feitas para suspensão e cordas fortes ligadas aos ganchos são utilizadas para erguer lenta e cuidadosamente o indivíduo até cerca de 30 ou 60 cm acima do chão, onde ele permanece praticamente sem se movimentar durante período de tempo predeterminado. Todavia, dependendo do tipo de suspensão, poderá haver relativo grau de liberdade de movimentos.

## Suspensão corporal na cultura popular
- Alguns exemplos famosos ocorrem no filme A Man Called Horse, bem como no vídeo da canção Any Last Werdz, do rapper Eazy-E e em uma das cenas finais do filme O Último Rei da Escócia.